# هانو ابن حنبعل
هانو (Punic Ḥɴʾ)  المعروف باسم ابن حنبعل، وفقًا لديودور الصقلي كان لواء عسكري قرطاجي خلال الحرب البونيقية الأولى (264 إلى 241 قبل الميلاد).

## التأريخ
ذكر ديودور الصقلي هانو في كتاباته عن الحرب البونيقية الأولى في القرن الأول قبل الميلاد وأشار إليه باسم هانو ابن حنبعل لتمييزه عن غيره من القرطاجيين الذين يحملون هذا الاسم.

## مَعْرَكة أجِريجينتومْ
قبل المعركة، كان حنبعل جيسكو محاصرًا من قبل الرومان في مدينة جرجنت وأُرسل هانو لإغاثته. ركز هانو قواته في هيراكليا مينوا واستولى على قاعدة الإمداد الرومانية في هيربيسوس. أمر الفرسان النوميديين أن يهاجموا الفرسان الرومان ومن ثم التظاهر بالتراجع. لاحق الرومان النوميديين أثناء انسحابهم وتم اقتيادهم إلى اللواء القرطاجي الرئيسي حيث تكبدوا خسائر كبيرة.  استمر الحصار وفقًا لبوليبيوس لعدة أشهر قبل أن يهزم الرومان القرطاجيين ويجبرون هانو على التراجع.

## قراءة موسعة
- Huss، Werner (1985)، Geschichte der Karthager، Munich: C.H. Beck، ISBN:9783406306549. باللغة الألمانية